# 災難
災難（さいなん）、災い（わざわい）
| ウィキペディアには「災難」という見出しの百科事典記事はありません（タイトルに「災難」を含むページの一覧/「災難」で始まるページの一覧）。 代わりにウィクショナリーのページ「災難」が役に立つかもしれません。 |